# Imre Mathesz
Imre Mathesz (Budapest, 25 marzo 1937 – Mernye, 6 dicembre 2010) è stato un calciatore ungherese, di ruolo centrocampista.

## Palmarès

### Giocatore

#### Competizioni nazionali
- Campionato ungherese: 5

Vasas: 1957, 1960-1961, 1961-1962, 1965, 1966

#### Competizioni internazionali
- Coppa Mitropa: 3

Vasas: 1957, 1962, 1965